# Мамед'яров Шахріяр Гамід-огли
Мамед'яров Шахріяр Гамід огли (азерб. Şəhriyar Həmid oğlu Məmmədyarov) (нар. 12 квітня 1985 року, Сумгаїт, СРСР)  — азербайджанський шахіст, гросмейстер (2002). Дворазовий переможець командного чемпіонату Європи 2009 та 2013 років у складі збірної Азербайджану.
Його рейтинг станом на січень 2025 року — 2732 (21-ше місце у світі, 1-ше — в Азербайджані).

## Біографія
Грати в шахи Шахріяра навчив його батько влітку 1993 року, в тому ж році він почав відвідувати заняття в шаховій школі в м.Сумгаїт, де його першим тренером була Валіда Байрамова.
Крім нього в сім'ї є ще два гросмейстери, це старша сестра Зейнаб та молодша сестра Тюркан.
У 2003 році він виграв чемпіонат світу серед юніорів з шахів, повторивши своє досягнення в 2005 році він став єдиним дворазовим чемпіоном серед юніорів, з неймовірним перфоменсом 2953 після 8 турів..
У 2006 році здобуши перемогу на турнірі 20 категорії в Хогевені, Голландія, в якому також брали участь Веселин Топалов, Юдіт Полгар та Іван Соколов, Шахріяр Мамед'яров досягнув світового визнання. У 2007 році знову переміг на турнірі в Хогевені.
У 2010 році він поділив перше місце з Володимиром Крамником і Гатою Камським на Кубку президента в Баку, а також поділив перше-треті місця на турнірі Меморіал Михайла Таля.

#### 2012
У жовтні 2012 року Шахріяр розділив 1-3 місця на першому етапі Гран-прі ФІДЕ 2012/2013, що проходив в Лондоні, з результатом 7 з 11 очок (+4-1=6).
У грудні 2012 року на другому етапі серії Гран-прі ФІДЕ 2012—2013 років, набравши 6 очок з 11 можливих (+2-1=8), розділив 4-6 місця.

#### 2013

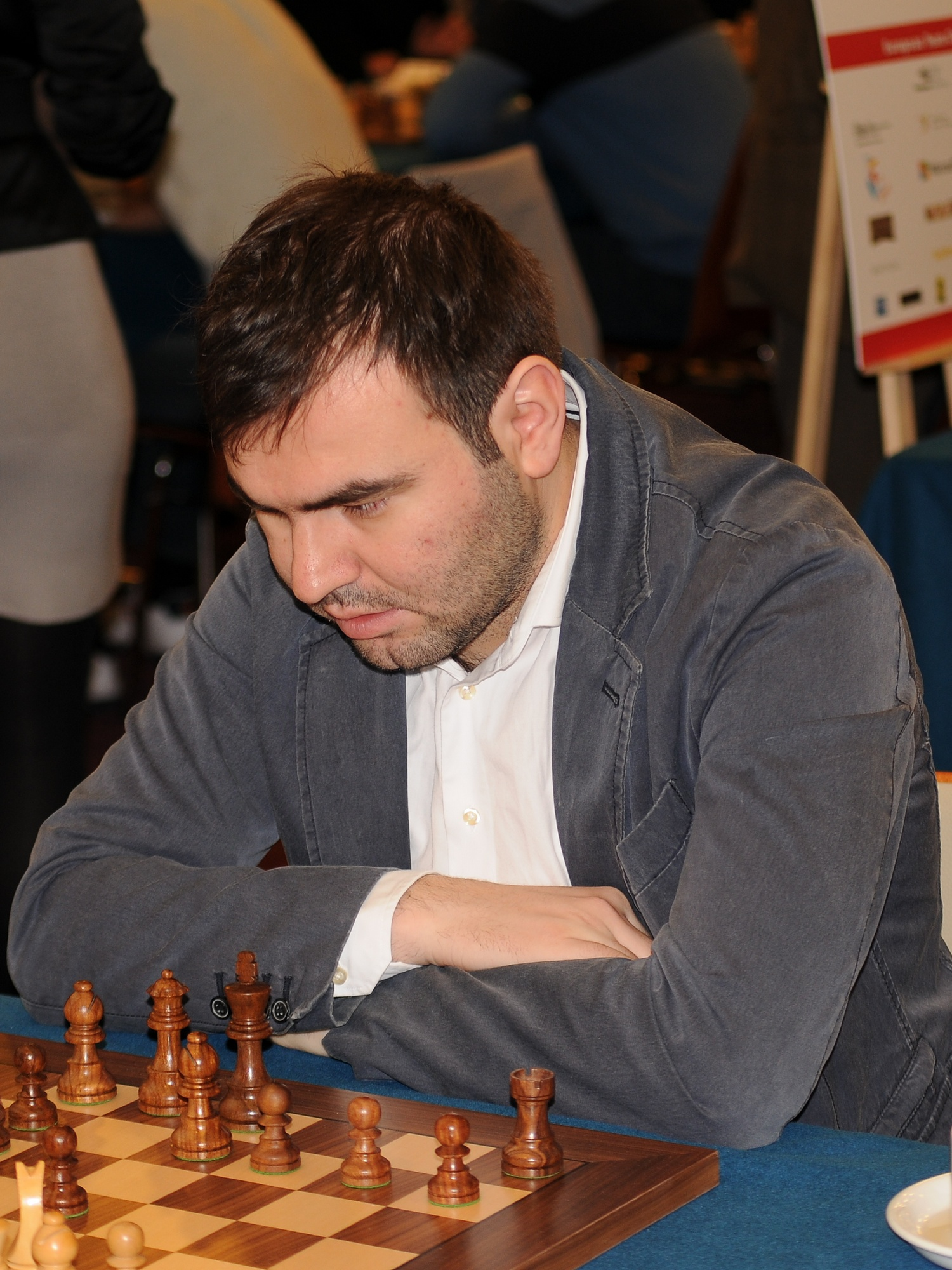
2013 рік

У квітні 2013 року Мамед'яров виступив невдало на третьому етапі Гран-прі ФІДЕ 2012/2013, що проходив в місті Цуг (Швейцарія), розділивши останні 10-12 місця, з результатом 4,5 з 11 очок (+0-2=9).
У червні 2013 року Шахріяр Мамед'яров розділив 3-5 місця на супертурнірі найвищої 22 категорії Меморіал Таля з результатом 5 з 9 очок (+1-0=8).
У липні 2013 року Шахріяр Мамед'яров з результатом 7 з 11 очок (+5-2=4) зайняв 1 місце на п'ятому етапі Гран-прі ФІДЕ 2012/2013, що проходив в Пекіні. Таким чином, набравши 390 очок в загальному заліку Гран-прі ФІДЕ 2012/2013, Шахріяр займає 2 місце перед останнім етапом, який пройде в жовтні в Парижі.
У серпні 2013 року на кубку світу ФІДЕ Шахріяр в 1/8 фіналу поступився Гаті Камському з рахунком ½-1½.
У жовтні 2013 року Мамед'яров з результатом 5 очок з 18 можливих (+0-1=5) зайняв 3 місце з 4 учасників в фінальному турнірі «Великого шолому», що проходив в Більбао.
У листопаді 2013 року Шахріяр Мамед'яров у складі збірної Азербайджану став переможцем командного чемпіонату Європи, що проходив у Варшаві. Набравши 4½ очка з 8 можливих (+2=5-1), Шахріяр показав дев'ятий результат на першій дошці (турнірний перформенс склав 2753 очка)

### 2014
У березні 2014 року з результатом 7 очок з 14 можливих (+3-3=8) посів 5-е місце на турнірі претендентів, що проходив в Ханти-Мансійську.
У квітні 2014 року з результатом 3 з 10 можливих очок (+1-5=4) посів останнє 6 місце на турнірі XXII категорії «Меморіал Вугара Гашимова».
У червні 2014 року в м.Дубай Шахріяр Мамед'яров з результатом 7½ очок з 15 можливих (+5-5=5), розділив 51-64 місця на чемпіонаті світу з рапіду, та з результатом 13½ очок з 21 можливого (+11-5=5) посів 5 місце на чемпіонаті світу з бліцу.
У серпні 2014 виступаючи на першій дошці в Шаховій олімпіаді, що проходила в Тромсе, та набравши 7 очок з 10 можливих (+5-1=4), Мамед'яров допоміг збірній Азербайджану посісти 5 місце серед 177 країн. Його результат став четвертим (турнірний перфоменс 2833 очок) серед шахістів, які виступали на першій дошці.
У жовтні 2014 року набравши 5 очок з 11 можливих (+1-2=8), Мамед'яров розділив 9-10 місця на першому етапі серії Гран-прі ФІДЕ 2014—2015 років.
У листопаді 2014 року з результатом 6½ очок з 11 можливих (+3-1=7) розділив 2-3 місця з Хікару Накамурою на другому етапі Гран-прі ФІДЕ 2014/2015, що проходив в Ташкенті. А також здобув перемогу на турнірі з блискавичних шахів «Меморіал Таля», що проходив в Сочі.
У грудні 2014 року набравши 5½ очок з 9 можливих (+4-2=3), посів 28 місце на турнірі «Qatar Masters Open 2014».
У тому ж місяці, виступаючи на «Всесвітніх інтелектуальних іграх» посів:
 — 5 місце на турнірі з швидких шахів, набравши 4½ очок з 7 можливих (+2-0=5),
 — 6 місце на турнірі з блискавичних шахів, набравши 17 очок з 30 можливих (+14-8=8),
 — 4 місце на турнірі з «баску», набравши 6 очок з 10 можливих (+3-1=6).

### 2015
У лютому 2015 року Мамед'яров, набравши 5½ очок з 11 можливих (+3-3=5), розділив 4-7 місця на третьому етапі серії Гран-прі ФІДЕ 2014/2015 років, що проходив в Тбілісі.
У квітні 2015 року з результатом 4 очка з 9 можливих (+1-2=6) розділив 5-6 місця на турнірі «Меморіал Вугара Гашимова», а також набравши 5 очок з 9 можливих (+3-2=4) посів лише 31 місце на турнірі «Аерофлот опен»
У вересні 2015 році Шахріяр дійшов до чвертьфіналу кубка світу ФІДЕ, де поступився переможцеві турніру Сергію Карякіну на тай-брейку з загальним рахунком 2 — 4.
У жовтні 2015 року на чемпіонаті світу зі швидких та блискавичних шахів, що проходив у Берліні, посів:
 — 10 місце на турнірі зі швидких шахів, набравши 10 з 15 очок (+7-2=6),
 — 15 місце на турнірі з блискавичних шахів, набравши 13½ з 21 очка (+11-5=5).
У листопаді 2015 року в складі збірної Азербайджану посів 7 місце на командному чемпіонаті Європи, що проходив у Рейк'явіку. Його особистий результат — 5 очок з 8 можливих (+3-1=4), це 6 місце серед шахістів, які виступали на першій шахівниці..
У грудні, набравши 5½ очок з 9 можливих (+4-2=3), посів 20 місце на опен-турнірі «Qatar Masters Open 2015».

### 2016
У січні 2016 року з результатом 6½ очок з 13 можливих (+2-2=9) посів 8-ме місце на турнірі 20-ї категорії, що проходив у Вейк-ан-Зеє.
У березні 2016 року з результатом 7½ очок з 10 можливих (+5-0=5) посів 5-те місце на опен-турнірі, що проходив у Рейк'явіку
У травні 2016 року, набравши 7 очок з 9 можливих (+5-0=4), Шахріяр посів 2-ге місце, поступившись Ельтаджу Сафарлі за додатковим показником, на турнірі «Nakhchivan Open 2016», що проходив у м. Нахічевань (Азербайджан).
У травні-червні 2016 року з результатом 6 з 9 можливих очок (+4-1=4) здобув перемогу на турнірі XX категорії «Меморіал В.Гашимова».
У вересні 2016 року в складі збірної Азербайджану посів 12-те місце на шаховій олімпіаді, що проходила в Баку. Набравши 6½ з 10 можливих очок (+4-1=5), Мамед'яров посів 11-те місце (турнірний перформанс — 2756 очок) серед шахістів, які виступали на 1-й шахівниці.
У жовтні 2016 року з результатом 4½ очок з 9 можливих (+2-2=5) посів 8-ме місце на турнірі «Меморіал Таля», що проходив у Москві.
У грудні 2016 року на чемпіонаті світу зі швидких та блискавичних шахів, що проходив у м. Доха (Катар), Шахріяр посів:
 — 4-те місце на турнірі зі швидких шахів, набравши 10 з 15 очок (+8-3=4),
 — 23-тє місце на турнірі з блискавичних шахів, набравши 12 з 21 очка (+9-6=6).

### 2017
У лютому 2017 року Мамед'яров, набравши 5½ очок з 9 можливих (+3-1=5), розділив 1-3 місця (3-тє місце за додатковим показником) на першому етапі серії Гран-Прі ФІДЕ 2017 року, що проходив в м. Шарджа.
У травні 2017 року з результатом 5½ з 9 очок (+2-0=7) посів 2-ге місце на другому етапі серії Гран-Прі ФІДЕ 2017 року, що проходив у Москві.
У липні 2017 року Шахріяр розділив 4-10 місця на третьому етапі серії Гран-Прі ФІДЕ 2017 року, що проходив у Женеві. Його результат 5 очок з 9 можливих (+1-0=8). У загальному заліку серії Гран-прі ФІДЕ 2017 року Мамед'яров набравши 340 очок посів 1-ше місце та кваліфікувався у Турнір претендентів 2018 року.
У вересні 2017 року на стадії 1/32 фіналу кубка світу ФІДЕ поступився українцеві Юрію Кузубову з рахунком 1-3.
У грудні 2017 року виступаючи на Других Елітних Інтелектуальних Іграх IMSA (Хуаянь, Китай) посів:
 — 2-ге місце на турнірі зі швидких шахів, набравши 4½ очка з 7 можливих (+3-1=3),
 — 12-те місце на турнірі з блискавичних шахів, набравши 7 очок з 22 можливих (+3-11=8),
 — 6-те місце на турнірі з «баску», набравши 5½ очка з 10 можливих (+3-2=5),
а також на чемпіонаті світу зі швидких та блискавичних шахів, що проходив у Ер-Ріяді (Саудівська Аравія) посів:
 — 23-тє місце на турнірі зі швидких шахів, набравши 9 очок з 15 можливих (+4-1=10),
 — 10-те місце на турнірі з блискавичних шахів, набравши 13½ очок з 21 можливих (+10-4=7).

### 2018

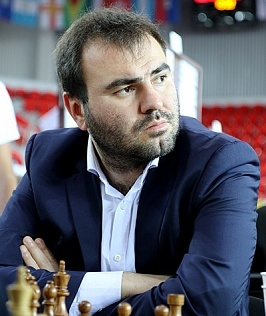
Шахріяр Мамед'яров, 2018 рік

У січні 2018 року, набравши 8½ очок з 13 можливих (+5-1=7), Мамед'яров розділив 3-4-ті місця на турнірі 20-ї категорії, що проходив у Вейк-ан-Зеє..
У березні 2018 року з результатом 8 очок з 14 можливих (+3-1=10) Шахріяр посів 2-ге місце на «Турнірі претендентів», що проходив у Берліні.
У квітні 2018 року розділив 4-7 місця на турнірі «Меморіал Вугара Гашимова». Результат Шахріяра 4½ очки з 9 можливих (+1-1=7).
У липні 2018 року Мамед'яров став переможцем турніру 20 категорії «ACCENTUS Grandmaster Tournament», що проходив у місті Біль (Швейцарія). Набравши 7½ з 10 очок (+5-0=5), Шахріяр на 1½ очки випередив діючого чемпіона світу Магнуса Карлсена.
У серпні 2018 року з результатом 5 з 9 очок (+1-0=8) посів 4-те місце на турнірі «The 2018 Sinquefield Cup», що проходив у Сент-Луїсі.
У листопаді 2018 року у складі збірної Азербайджана посів 15-те місце на 43-й шаховій олімпіаді, що проходила в Батумі. Крім того, набравши 5½ очок з 9 можливих (+3-1=5), Шахріяр посів 4-те місце серед шахістів, які виступали на першій шахівниці.
У грудні 2018 року на чемпіонаті світу зі швидких та блискавичних шахів, що проходив у Санкт-Петербурзі, Шахріяр посів:
 — 2-ге місце у турнірі зі швидких шахів, набравши 10½ з 15 очок (+7-1=7),
 — 13-те місце у турнірі з блискавичних шахів, набравши 13½ очок з 21 можливого (+10-4=7).

### 2019
У січні 2019 року з результатом 5 очок з 13 можливих (+0-3=8) розділив лише 11-12 місця у турнірі «Tata Steel Chess», що проходив у Вейк-ан-Зеє.
У квітні 2019 року, набравши 3½ з 9 можливих очок (+0-2=7), азербайджанець посів 9-те місце на турнірі 22-ї категорії «Меморіал Вугара Гашимова».
У червні 2019 року разом з Грищуком розділив останні 9-10 місця на турнірі XXII категорії Altibox Norway Chess 2019, що проходив у Ставангері.
У липні 2019 року Мамед'яров став переможцем 2-го етапу «Гран-прі ФІДЕ», що проходив у Ризі. У фіналі Шахріяр на тайбрейку переміг француза Ваш'є-Лаграва.
У серпні 2019 року з результатом 5½ з 11 очок (+0-0=11) Мамед'яров розділив 5-8-мі місця на турнірі XXII категорії «The 2019 Sinquefield Cup», що проходив у Сент-Луїсі.
У вересні 2019 року на кубка світу ФІДЕ азербайджанець дійшов до 1/8 фіналу, де поступився співвітчизнику та переможцеві турніру Теймуру Раджабову на тай-брейку з загальним рахунком 2½ на 3½ очка.
У жовтні-листопаді 2019 року у складі збірної Азербайджану посів 6-те місце на командному чемпіонаті Європи. Крім того, набравши 3½ очок з 7 можливих (+0-0=7) Шахріяр посів лише 13-те місце серед шахістів, які виступали на першій шахівниці.
У листопаді 2019 року розділив 8-9 місця на шостому етапі Grand Chess Tour 2019, що проходив у форматі швидких та блискавичних шахів.
Наприкінці грудня 2019 року на чемпіонаті світу зі швидких та блискавичних шахів, що проходив у Москві, Шахріяр посів:
 — 13-те місце у турнірі зі швидких шахів, набравши 9½ з 15 очок (+7-3=5),
 — 31-ше місце у турнірі з блискавичних шахів, набравши 12½ очок з 21 можливого (+9-5=7).

## Переможні турніри
- 2019 Переможець 2-го етапу «Гран-прі ФІДЕ»Рига (Латвія)
- 2018 Переможець турніру «ACCENTUS Grandmaster Tournament» Біль, Швейцарія
- 2017 Поділ 1-3 місць на першому етапі Гран-прі ФІДЕ 2017, Шарджа, ОАЕ
- 2016 Переможець турніру «Меморіал В.Гашимова» Шамкір, Азербайджан
- 2014 Переможець турніру з бліцу «Меморіал Таля» Сочі, Росія
- 2013 Переможець п'ятого етапу Гран-прі ФІДЕ 2012/2013, Пекін, Китай[88]
- 2012 Поділ 1-3 місць на першому етапі Гран-прі ФІДЕ 2012/2013, Лондон, Велика Британія
- 2010 Поділ 1-3 місць на турнірі Меморіал Михайла Таля, Москва, Росія[89]
- 2010 Поділ 1-3 місць на турнірі «Кубок президента», Баку, Азербайджан[90]
- 2009 Переможець турніру з рапіду "Ордікс опен"в м.Майнц Німеччина з результатом 10 очок з 11.[91]
- 2008 Переможець турніру з рапіду, Корсика, Франція[92]
- 2008 3-тє місце на елітному турнірі в м.Дортмунді Німеччина
- 2007 Переможець турніру з рапіду, Чехія
- 2006 Переможець турніру в м.Хогевен, Голландія[93]
- 2006 Переможець турніру «Аерофлот опен», Москва, Росія[94]
- 2006 Переможець турніру в м. Рейк'явік, Ісландія,[95]
- 2006 Поділ 1-3 місць на турнірі «Кубок президента», Баку, Азербайджан[96]
- 2005 Чемпіон світу серед юніорів до 20 років, Стамбул, Туреччина
- 2004 Переможець турніру в м.Дубай, ОАЕ[97]
- 2003 Чемпіон світу серед юнаків до 20 років, Нахічевань, Азербайджан[98]

## Зміни рейтингу
| На цьому місці має відображатися графік чи діаграма, однак з технічних причин його відображення наразі вимкнено. Будь ласка, не видаляйте код, який викликає це повідомлення. Розробники вже працюють для того, щоби відновити штатне функціонування цього графіка або діаграми. | |
| | На цьому місці має відображатися графік чи діаграма, однак з технічних причин його відображення наразі вимкнено. Будь ласка, не видаляйте код, який викликає це повідомлення. Розробники вже працюють для того, щоби відновити штатне функціонування цього графіка або діаграми. |